# Sentier de grande randonnée de pays Massif des Bauges
Le sentier de grande randonnée de pays Massif des Bauges ou GRP Massif des Bauges est un itinéraire de sentiers de randonnée faisant une boucle dans le massif des Bauges.

## Tracé
Des variantes permettent de raccourcir ou de rallonger l'itinéraire, qui peut prendre alors de cinq à neuf jours pour être parcouru,,.
Il est accessible depuis plusieurs points en bordure du massif dont Annecy via le Semnoz qu'il rejoint à Lescheraines, Doussard sous la montagne du Charbon, Faverges via le vallon de Saint-Ruph, le col de Tamié par le Parc du Mouton, Cléry par le Grand Roc, Saint-Pierre-d'Albigny par le col de la Sciaz, Saint-Alban-Leysse en banlieue de Chambéry, Aix-les-Bains par l'ascension du mont Revard et Cusy par l'ascension de la montagne de Bange,,.
En plusieurs tronçons, le GRP partage le sentier avec le GR 96 et le GRP Tour du Lac d'Annecy.